# Rabbits on the Run
Albums de Vanessa Carlton
Icon: Best of Vanessa Carlton
(2011) Liberman
(2015)
Singles
1. Carousel
Sortie : 3 mai 2011
2. I Don't Want to Be a Bride
Sortie : 19 septembre 2011
3. Hear the Bells
Sortie : 7 juin 2012

Rabbits on the Run est le quatrième album studio de Vanessa Carlton, sorti le 26 juillet 2011.
L'album s'est classé 62e au Billboard 200.

## Liste des titres
Toutes les chansons sont écrites et composées par Vanessa Carlton, sauf mention contraire.
| No  | Titre                      | Auteur                             | Durée |
| --- | -------------------------- | ---------------------------------- | ----- |
| 1.  | Carousel                   |                                    | 3:16  |
| 2.  | I Don't Want to Be a Bride | Carlton, Ari Ingber, Steve Osborne | 4:01  |
| 3.  | London                     |                                    | 4:19  |
| 4.  | Fairweather Friend         |                                    | 3:55  |
| 5.  | Hear the Bells             |                                    | 3:44  |
| 6.  | Dear California            | Carlton, Ingber                    | 3:19  |
| 7.  | Tall Tales for Spring      |                                    | 4:28  |
| 8.  | Get Good                   |                                    | 3:54  |
| 9.  | The Marching Line          |                                    | 3:30  |
| 10. | In the End                 |                                    | 2:53  |

| 11. | Tall Tales For Spring (Acoustic Version)          | 4:31 |
| 12. | Carousel (Acoustic Version)                       | 3:03 |
| 13. | London (Acoustic Version)                         | 4:16 |
| 14. | Carousel (Video)                                  | 3:22 |
| 15. | The Four Elements of Rabbits On the Run (Video)   | 4:26 |
| 16. | Behind the Scenes of the 'Carousel' Video (Video) | 1:26 |